# Episodi di Marcus Welby (sesta stagione)
La sesta stagione della serie televisiva Marcus Welby è stata trasmessa in anteprima negli Stati Uniti d'America dalla ABC tra il 10 settembre 1974 e l'11 marzo 1975.
| nº | Titolo originale             | Titolo italiano | Prima TV USA      | Prima TV Italia |
| -- | ---------------------------- | --------------- | ----------------- | --------------- |
| 1  | The Brittle Warrior          |                 | 10 settembre 1974 |                 |
| 2  | The Faith of Childish Things |                 | 17 settembre 1974 |                 |
| 3  | Last Flight to Babylon       |                 | 24 settembre 1974 |                 |
| 4  | To Father a Child            |                 | 1º ottobre 1974   |                 |
| 5  | The Outrage                  |                 | 8 ottobre 1974    |                 |
| 6  | The Fatal Challenge          |                 | 15 ottobre 1974   |                 |
| 7  | A Fevered Angel              |                 | 22 ottobre 1974   |                 |
| 8  | Feedback                     |                 | 29 ottobre 1974   |                 |
| 9  | No Gods in Sight             |                 | 12 novembre 1974  |                 |
| 10 | Hell Is Upstairs             |                 | 19 novembre 1974  |                 |
| 11 | The Last Rip-Off             |                 | 26 novembre 1974  |                 |
| 12 | Child of Silence             |                 | 3 dicembre 1974   |                 |
| 13 | The 266 Days                 |                 | 10 dicembre 1974  |                 |
| 14 | The Resident                 |                 | 17 dicembre 1974  |                 |
| 15 | Dark Fury (Part 1)           |                 | 7 gennaio 1975    |                 |
| 16 | Dark Fury (Part 2)           |                 | 14 gennaio 1975   |                 |
| 17 | Public Secrets               |                 | 21 gennaio 1975   |                 |
| 18 | The Time Bomb                |                 | 28 gennaio 1975   |                 |
| 19 | Four Plus Hot                |                 | 4 febbraio 1975   |                 |
| 20 | Jake's Okay                  |                 | 11 febbraio 1975  |                 |
| 21 | Save the Last Dance for Me   |                 | 18 febbraio 1975  |                 |
| 22 | Unindicted Wife              |                 | 25 febbraio 1975  |                 |
| 23 | Dark Corridors               |                 | 4 marzo 1975      |                 |
| 24 | Loser in a Dead Heat         |                 | 11 marzo 1975     |                 |